# إتش إم إس سبرينغر
الغواصة إتش إم إس سبرينغر (HMS Springer) كانت غواصة بريطانية من الفئة إس تابعة للبحرية الملكية، وجزءاً من المجموعة الثالثة التي بنيت من تلك الفئة. بنتها شركة كاميل ليرد في مرفأ بيركينهيد، وأُطلقت في 14 مايو 1945. وتُعد إلى الآن الغواصة الوحيدة في البحرية الملكية التي حملت اسم سبرينغر. قبل أن تُباع للبحرية الإسرائيلية في 1958 وتُسمى آي إن إس تانين (INS Tanin).

## خدمتها في البحرية الملكية خلال الحرب العالمية الثانية
كانت سبرينغر قد بنيت عندما كانت الحرب العالمية الثانية تقترب من نهايتها، ولذلك لم تشهد قتالاً يذكر. وفي 1953 شاركت في استعراضات الأسطول للاحتفال بتتويج الملكة إليزابيث الثانية.

## خدمتها في البحرية الإسرائيلية

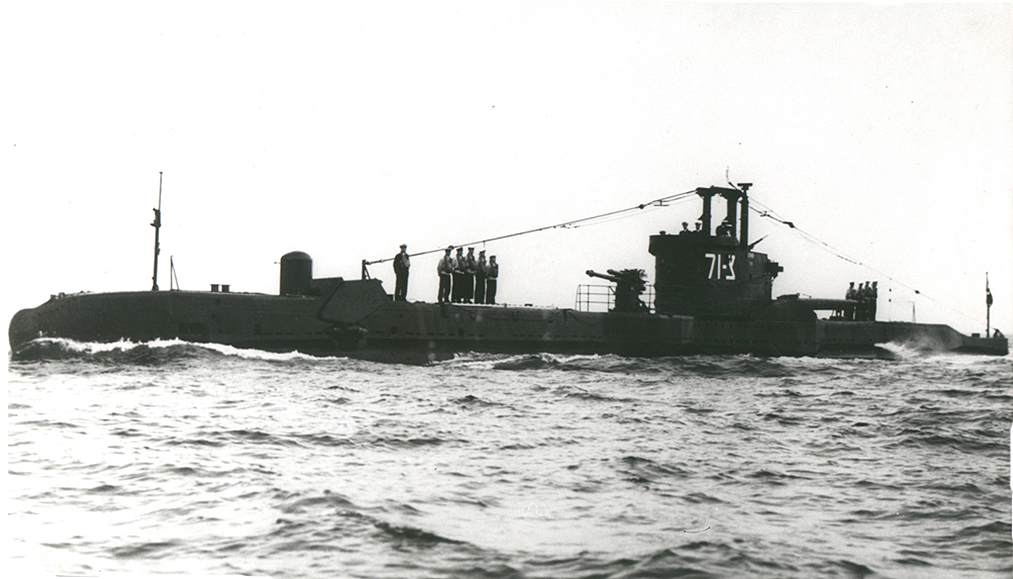
الغواصة تانين في البحرية الإسرائيلية 1967

بيعت سبرينغر للبحرية الإسرائيلية في 1958 وسميت تانين (بالعبرية: תנין، تمساح أو تانين) مع شقيقتها راحاب (INS Rahav). وكلاهما سميا نسبة لاسماء وحوش في الأساطير العبرية .
شاركت تانين في حرب 67، حيث قامت بإنزال قوات كوماندوز بحرية لمهاجمة أهداف بميناء الإسكندرية، ولكنهم أُسروا وفشلت الغواصة في العودة إليهم، عندما حاولت بعد ذلك استهداف الفرقاطة المصرية طارق بالطوربيد ولكنها أخطأت هدفها وتعرضت لأضرار بالغة من هجوم مضاد بقنابل الأعماق أجبرها على العودة. ورغم ذلك مُنِح قائدها ميدالية الشجاعة لأفعاله في ميناء الإسكندرية. وحصلت على قطع غيار من شقيقتها راحاب، والتي عندما تقاعدت في 1968. أُدرجت تانين للتخلص منها في 1972.
وبالرغم من أن الغواصة لم تغرق كما تدعي بعض المواقع المصرية إلا أن ضربها بقنابل الأعماق يُعد الهجوم الوحيد الناجح في الصراع العربي الإسرائيلي ضمن الحرب المضادة للغواصات.

## إرثها
أُطلقّ اسمها على غواصة من فئة غال خدمت في البحرية الإسرائيلية من 1977 إلى 2002، وأُطلقّ مجدداً على غواصة من فئة دولفين في مايو 2012.